# 麦寮郷

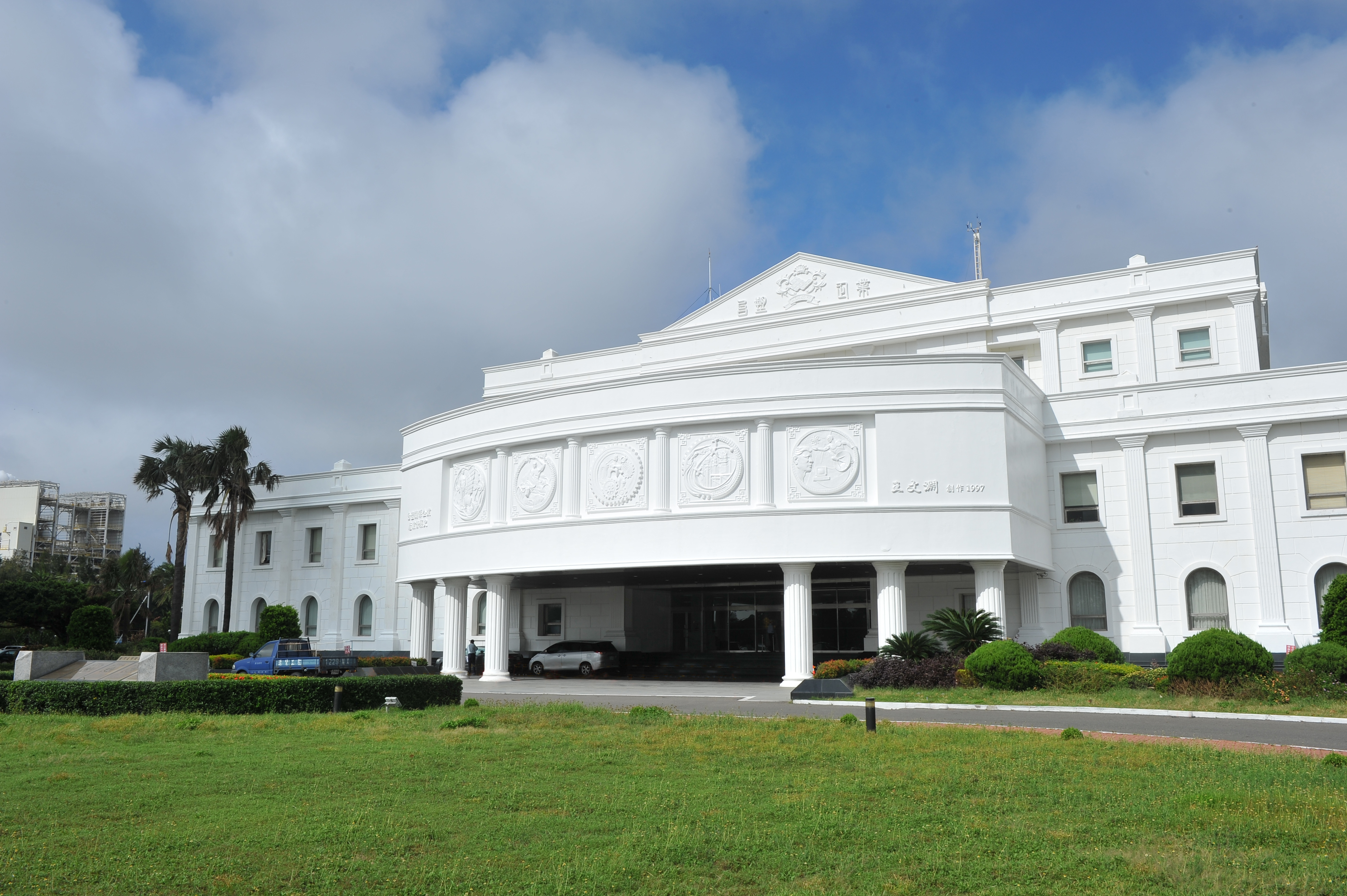
台湾プラスチック第6ナフサプラント管理センター

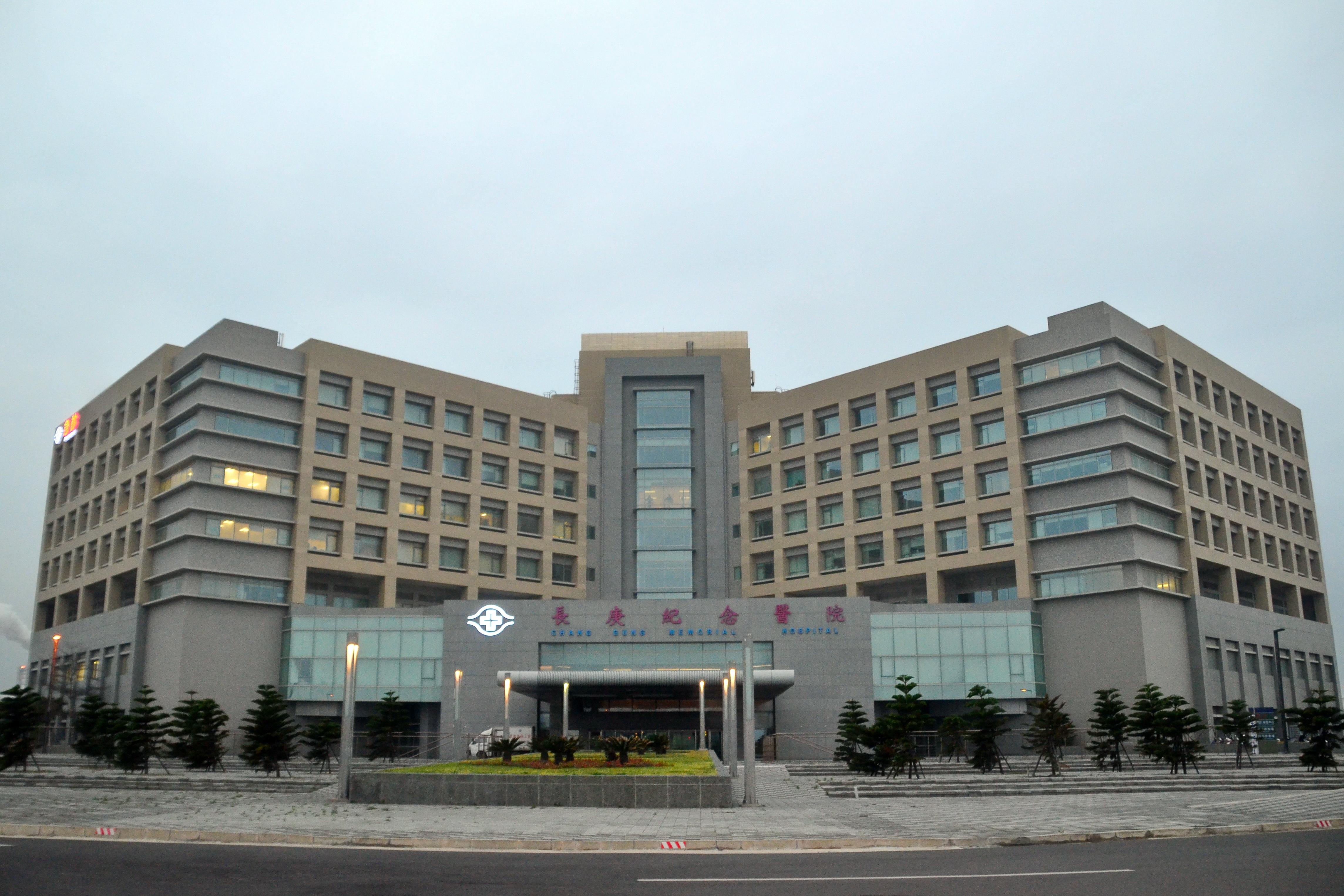
雲林長庚紀念病院

麦寮郷（マイリアオ/ばくりょう-きょう）は台湾雲林県の郷。

## 地理
麦寮郷は雲林県の北西部に位置し、北は濁水渓を隔てて彰化県大城郷と、南は新虎尾渓を隔てて台西郷、東勢郷及び褒忠郷と、東は崙背郷と接し、西は台湾海峡に面している。沿岸部は大陸棚が広がり海洋資源が豊富であり漁業発展に有利な環境となっている。

## 歴史
麦寮郷は漢人入植以前は和安雅族南社及び猫児干社の活動範囲であった。漢人による台湾開発が着手されると、当初は「海豊港」に開発の重点が置かれ、康熙年間には沿岸貿易の拠点の一つとして発展した。 
海豊港は『台湾府誌』の中では「海防港」と記録されている。1730年、陳、張、石姓の人々が麦寮への入植を開始した。1732年には島内貿易の拠点として栄え、また港湾の水深が深かったことから避難港としての地位も獲得し、この時期には商店の発達が見られる。乾隆年間末から嘉慶初年に掛けれは泉州人により橋頭、沙崙後、施厝寮、雷厝、許厝などの地が開拓されていった。乾隆中期に河道改修により新虎尾渓が開削された際、洪水により海豊港は壊滅的な被害を受け、それ以降商業の中心は北西部に位置した麦寮へと移った。当時の麦寮は新虎尾渓が位置し港が設けられたため、大陸からの貿易船が集まり、また当時この一帯は大麦と小麦を産出し、その集積地としても利用されたことから、「麦仔簝」と称されるようになった。その後河川の堆積物で港がふさがれると、麦仔簝は麦寮地域全体を表す地名として用いられ、麦簝街、麦寮と改められ現在に至っている。
1887年、福建台湾省が設置されると同時に雲林県が設けられると、麦寮は台湾省台湾府雲林県海豊港堡及び布嶼西堡興化厝庄に帰属した。當時の海豊堡は現在の台西郷全域、東勢郷東勢厝、牛埔頭、下許厝寮、麦寮郷の興化厝を除く全域を包括していた。1888年には海豊港堡が「港」の文字を省略し「海豊堡」と称されるようになった。 
日本統治時代の1909年10月、台湾の地方制度改革が実施され、台湾に12庁が設置されると麦寮は興化厝庄が嘉義庁西螺支庁崙背区、それ以外は嘉義庁西螺支庁麦簝区と改編された。麦簝区の区役場は海豊堡麦簝庄に設置され、海豊堡内の麦簝庄、沙崙後庄、橋頭庄、雷厝庄、施厝簝庄、許厝簝庄を管轄した。 1920年の地方制度改革では行政区域が5州2庁とされ、庁を州に、支庁を郡市に改編する大規模なものであり、「麦簝」は「麦寮」と平易な文字に改められ、台南州虎尾郡崙背庄麦寮と改称された。
1945年に台湾が終戦を迎えると、台南州を台南県と改称すると同時に、郡を区へ、街庄を郷鎮への変更が行なわれ、台南県虎尾区崙背郷麦寮と改称し、同時に南村と北村に分割された。当時の麦寮は郷の中心から10km以上離れているため、独自の郷として分離する運動が高まり、1946年に崙背郷から分離して麦寮郷が成立した。1950年に雲林県が新設されると、旧台南県に属していた斗六、虎尾、北港の3区が雲林県に移管され、麦寮郷も雲林県帰属となり現在に至っている。

## 行政区
| 村 |
| --- |
| 三盛村、中興村、後安村、海豊村、麦津村、麦豊村、瓦磘村、崙後村、興華村、施厝村、橋頭村、雷厝村、新吉村 |

## 歴代郷長
| 代 | 氏名 | 任期 |
| -- | ---- | ---- |

## 教育

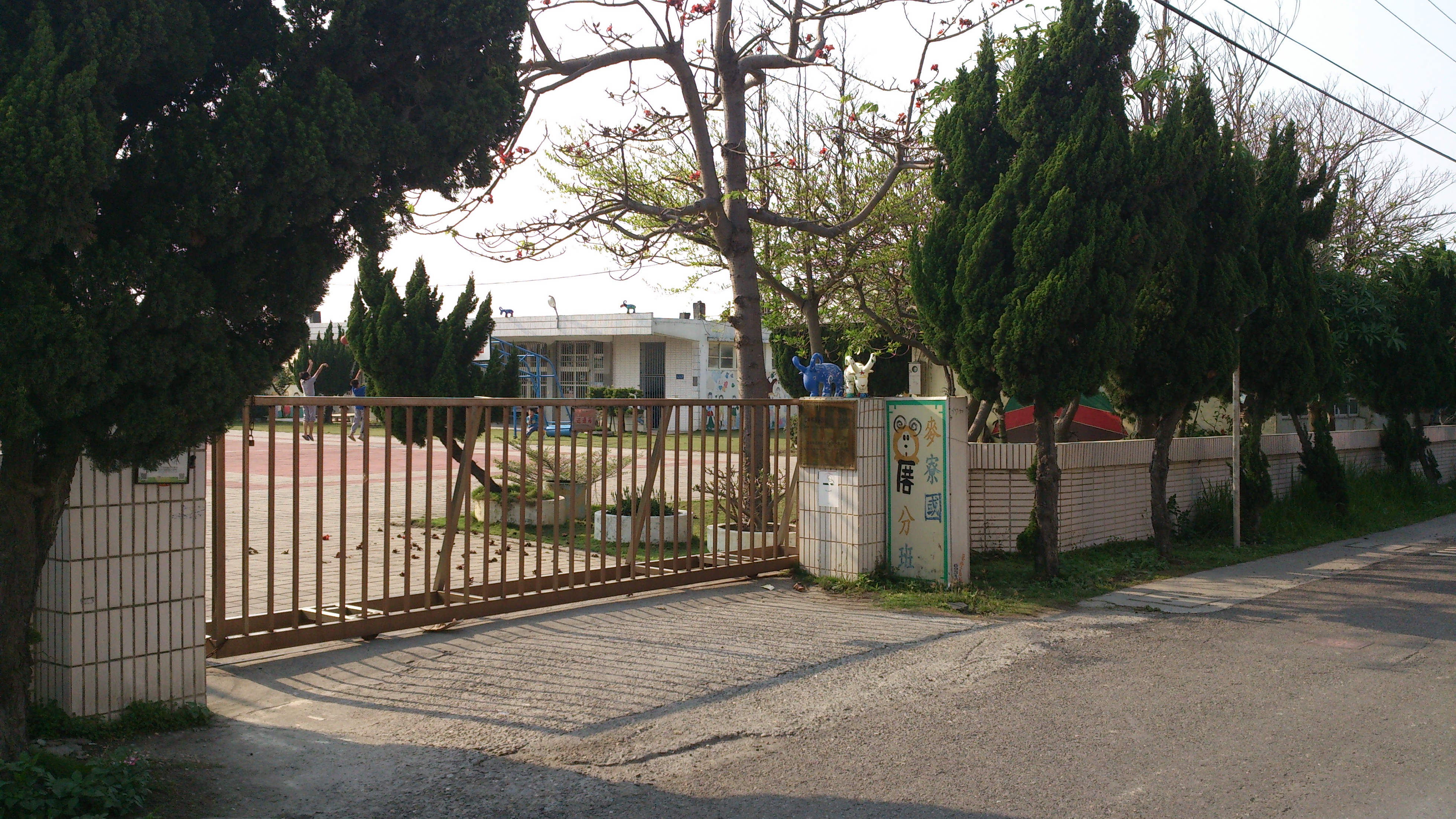
雲林県麦寮郷麦寮国民小学楊厝分校

### 国民中学
- 雲林県立麦寮国民中学

### 国民小学
- 雲林県立麦寮国民小学
- 雲林県立橋頭国民小学
- 雲林県立明礼国民小学
- 雲林県立興華国民小学
- 雲林県立豊安国民小学

## 交通
| 種別     | 路線名称      | その他 |
| -------- | ------------- | ------ |
| 嘉義客運 | 7701嘉義-麦寮 |        |
| 省道     | 台17線        |        |
| 省道     | 台61線        |        |

## 観光

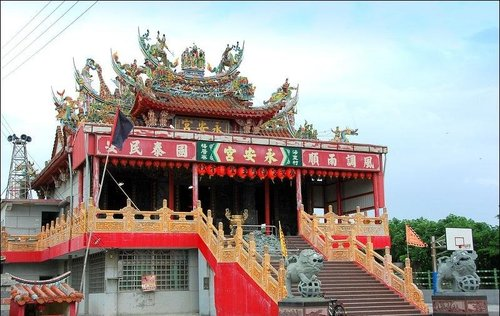
楊厝永安宮

- 麦寮拱範宮（中国語版）
- 楊厝永安宮
- 橋頭泰安宮（中国語版）
- 麦寮鎮南宮
- 濁水渓湿地
- 後安福興宮
- 沙崙後北玄宮